# Fundación IONIS
La Fundación IONIS (en francés Fondation IONIS) es una agencia administrativa independiente que fue establecida por el IONIS Education Group, un grupo de la educación superior privada en Francia, en un esfuerzo por estimular y fomentar el crecimiento de la investigación y la diversidad social en Francia y en el extranjero.
Bajo la supervisión de la Fundación de Francia, la Fundación se creó en 2016 con el fin de promover el interés público en la educación superior.
Se puede subdividir en dos proyectos: investigación y diversidad social. Concretamente, por ejemplo, es promover el acceso a los estudios científicos a un público más amplio mediante la diversificación del origen social de los estudiantes mediante la concesión de becas en criterios sociales y de excelencia.